# Clastoptera obtusata
Clastoptera obtusata is een halfvleugelig insect uit de familie Clastopteridae. De wetenschappelijke naam van deze soort is voor het eerst geldig gepubliceerd in 1854 door Stål.